# A (álbum de Agnetha Fältskog)
A é o quinto álbum solo de Agnetha Fältskog desde o fim do ABBA e seu primeiro álbum há quase uma década. Este álbum foi lançado 9 anos após My Colouring Book, e ao contrário do último, traz canções novas compostas juntamente com Jörgen Elofsson (que compôs e produziu trabalhos com cantoras com Kelly Clarkson e Britney Spears). Segundo Agnetha, o álbum não foi planejado.

## Faixas
O álbum contêm 10 faixas e seu primeiro single é "When You Really Loved Someone", lançado dia 10 de março de 2013, via iTunes, e no dia seguinte na Amazon Store; este single possui video promocional com Agnetha em performance. Diferentemente, um single foi lançado paralelamente e somente na Alemanha "The One Who Loves You Now", que posteriormente foi lançado mundialmente como quarto single em 25 de novembro de 2013. "Dance Your Pain Away", sendo o segundo single, é uma faixa de estilo disco eletrônico, que foi lançada 28 de maio de 2013 nos Estados Unidos e posteriormente em 15 de julho para o mundo todo; com uma batida muito dançante e pop, esta faixa faz a diferença no álbum chegando a relembrar os velhos tempos do ABBA, este single contém a faixa original e mais três remixes, possui um video composto de fãs performando e dançando ao ritmo da música . Outra faixa notável que veio a se tornar o terceiro single do álbum lançada em 18 de novembro de 2013 é o dueto de Agnetha com o ex-vocalista do grupo Take That, Gary Barlow, em "I Should´ve Followed You Home", o single contem a faixa original e mais três remixes; este single contem video promocional com animações em rascunho de Agnetha e Gary juntamente com a letra da canção.
Todas as canções foram compostas por Jörgen Elofsson, cinco faixa de sua autoria e as outras cinco em parceria com outros compositores, inclusive as faixas "I Should´ve Followed You Home" com Gary Barlow e "I Keep Them On the Floor Beside My Bed" com a própria Agnetha Faltskog. O álbum físico teve seu lançamento no Brasil dia 27/05/2013, pela Universal Music. O álbum tem alcançado a importante marca de nº6 nas Paradas de Sucesso do Reino Unido na primeira semana de seu lançamento (marca nunca antes atingida por Agnetha neste país), além de nº3 nas Paradas Alemã e Australiana.
O álbum A alcançou três certificados de Disco de Ouro no Reino Unido (100.000 cópias), na Austrália (35.000 cópias) e na Suécia (20.000 cópias).

## Lançamento
Agnetha visitou Londres e esteve por mais de 10 dias lá, antes do lançamento do álbum, para fazer a promoção do mesmo, deu muitas entrevistas e autógrafos, participou de diversos programas televisivos, marcou presença em uma boate (onde subiu ao palco para falar), além de gravar documentários e vários videos para Youtube e Facebook, bem como diversas postagens neste e no Twitter (Agnetha e sua equipe utilizam massivamente estas ferramentas de comunicação). A cantora também teve um encontro com o cantor Gary Barlow (do Take That) onde conversaram, entre outras coisas, também sobre seu dueto.
Agnetha, em todas as suas entrevistas, se mostra mais alegre e focada neste novo trabalho, falando sobre todo tipo de assunto. Quando questionada sobre um futuro álbum mais adiante, simplesmente diz: "Eu sou o tipo de pessoa que não gosta de 'fechar portas', estou sempre aberta ao que vier. Agora eu estou feliz com este álbum. Espero que as pessoas gostem dele tanto quanto nós." 
Uma versão deluxe do álbum A foi lançada em dezembro de 2013, contendo 2 discos, um disco CD similar ao da versão comum e um disco DVD contendo o documentário especial da BBC de Londres chamado "Agnetha: ABBA and After", com 1 hora de duração, e o vídeo original de "When You Really Love Someone", com duas versões: a alemã (com legendas somente em alemão), e a britânica (que contêm legendas em várias línguas, também em português do Brasil).

## Children In Need Rocks 2013
Após alguns meses do lançamento do seu álbum, Agnetha Faltskog retorna a Londres para uma apresentação na tv BBC de Londres. Agnetha juntamente com Gary Barlow participam de um evento de caridade para auxílio às crianças carentes "Children In Need Rocks" 2013, a canção "I Should've Followed You Home" foi performada ao vivo pelos dois artistas. Participaram também artistas de peso como Bary Manilow, Robbie Williams, Keane, entre outros. A exibição foi gravada dia 12 de novembro de 2013, ao vivo pela BBC tv, e postada na internet para todo o mundo dois dias após via site da BBC.
Uma particularidade é que esta é a primeira vez em 25 anos que Agnetha faz uma performance ao vivo.

## Alinhamento de faixas
| N.º            | Título                                                             | Compositor(es)                  | Duração |  |
| 1.             | "The One Who Loves You Now"                                        | Jörgen Elofsson, Pär Westerlund | 3:30    |  |
| 2.             | "When You Really Loved Someone"                                    | Elofsson                        | 3:31    |  |
| 3.             | "Perfume in the Breeze"                                            | Elofsson, Fredrik Thomander     | 3:31    |  |
| 4.             | "I Was a Flower"                                                   | Elofsson                        | 4:08    |  |
| 5.             | "I Should've Followed You Home" (com Gary Barlow)                  | Elofsson, Gary Barlow           | 4:04    |  |
| 6.             | "Past Forever"                                                     | Elofsson, Carole Bayer Sager    | 3:30    |  |
| 7.             | "Dance Your Pain Away"                                             | Elofsson                        | 4:10    |  |
| 8.             | "Bubble"                                                           | Elofsson                        | 4:21    |  |
| 9.             | "Back on Your Radio"                                               | Elofsson                        | 3:43    |  |
| 10.            | "I Keep Them on the Floor Beside My Bed"                           | Agnetha Fältskog, Elofsson      | 4:06    |  |
| 11.            | "I Was a Flower" (versão orquestral – faixa bônus Amazon Germânia) | Elofsson                        | 4:11    |  |
| Duração total: | Duração total:                                                     | Duração total:                  | 42:42   |  |

O álbum comentado para cada faixa foi disponibilizado no Spotify.

## Créditos
Equipe de produção
- Agnetha Fältskog – Vocal principal (artista principal), vocais de fundo
- Jörgen Elofsson – produtor, engenheiro de gravação, arranjos vocais
- Peter Nordahl – produtor, arranjos e condutor (orchestra)
- Jess Sutcliffe – mixing
- Bob Ludwig – mastering
- Janne Hansson – engenheiro de gravação
- Micke Herrström – engenheiro de gravação
- Lasse Nilsson – engenheiro de gravação
- Michael Dahlvid – engenheiro assistente
- Gustaf Berg – engenheiro assistente

Músicos
- Mattias Torell – guitarra
- Peter Nordahl – piano
- Max Lorentz – orgão
- Gunnar Nordén – baixo, guitarra
- Per Lindvall – bateria

Músicos adicionais
- Per Wästerlund – Teclados e programação
- Simon Petrén – Teclados e programação
- Fredrik Thomander – Teclados e programação, guitarra
- Jesper Jacobson – Teclado, guitarra
- Niklas Sunden – acordeão
- Stefan Ohlsson – guitarra
- Gary Barlow – vocais na canção 5

Vocais de apoio
- Janet Leon
- Myrra Malmberg
- Jeanette Ohlsson
- Jörgen Elofsson
- Fredrik Thomander
- Linda Ulvaeus